# Пилюс, Антонина Ивановна
Антонина Ивановна Пилюс (8 января 1947 — 16 декабря 2014, Москва) — советская и российская театральная актриса и педагог, Заслуженный работник высшей школы (2006) и работник культуры Российской Федерации (1995).

## Биография
Антонина Пилюс родилась 8 января 1947 года. В 1969 году окончила Высшее театральное училище имени Б. В. Щукина. В 1969—1972 годах играла в Московском театре на Малой Бронной. В 1972—1974 годах работала в театре Группы советских войск в ГДР в Потсдаме. В то же время была диктором Берлинского телевидения, вела программу «Для друзей русского языка», снималась в кино и в телерекламе.
В 1976 году окончила ассистентуру-стажировку в Театральном институте имени Бориса Щукина на кафедре сценической речи.
С 1979 года работала в Театральном институте имени Бориса Щукина педагогом по сценической речи на актёрском и режиссёрском факультетах. В 1987—1992 и в 1996—1997 годах была профессором кафедры сценической речи, деканом актёрского факультета. В 1997—2014 годах была проректором по учебной работе.
Умерла 16 декабря 2014 года. Похоронена на Пятницком кладбище.

## Награды
- Заслуженный работник высшей школы Российской Федерации (1 августа 2006 года) — за заслуги в научно-педагогической деятельности[2].
- Заслуженный работник культуры Российской Федерации (30 мая 1995 года) — за заслуги в области культуры и многолетнюю плодотворную работу[3].
- Знак отличия «За достижения в культуре»

## Работы в театре

### Театр на Малой Бронной
- «Мореход» Ежи Шинявский — Элла
- «Бруклинская идиллия» Ирвин Шоу — Стелла
- «На балу удачи» Б. Тенин и Л. Сухаревская — Женевьева
- «Волшебник изумрудного города» А. Волков — Тотошка

### Театр Группы советских войск в ГДР
- «Сослуживцы» Э. Брагинский и Э. Рязанов — Калугина
- «История одной любви» К. Симонов — Катя
- «Трибунал» А. Макаёнок — Надийка
- «Третья патетическая» Н. Погодин — Клава

## Фильмография
1. 1968 — Нейтральные воды — Марина
2. 1968 — Солярис (телеспектакль) — Хари
3. 1970 — Городской романс — Инна
4. 1970 — Кремлёвские куранты — Маша, дочь Забелина
5. 1970 — Расплата — эпизод
6. 1971 — Рудобельская республика — учительница
7. 1974 — Ваши права? — эпизод
8. 1974 — Повесть о человеческом сердце — эпизод